# Henri Desgrange
Henri Desgrange (Parijs, 31 januari 1865 - Beauvallon (Drôme), 16 augustus 1940) was een Frans sportjournalist en wielrenner, die in 1903 de eerste Ronde van Frankrijk organiseerde.
Desgrange was een zeer goede baanwielrenner en de eerste Franse kampioen op de weg. Van het wegrennen verwachtte hij in de beginjaren van de wielersport echter weinig. In 1893 was Desgrange de eerste die een werelduurrecord vestigde op de Velodroom Buffalo nabij Parijs.
Als journalist werkte Desgrange voor verschillende kranten voor hij hoofdredacteur werd van het nieuwe blad L'Auto Vélo. Na een aanklacht wegens schending van merkenrecht door het al bestaande blad Le Vélo werd Desgranges blad omgedoopt in L'Auto.
Op 19 januari 1903 kondigde L'Auto (als middel in de concurrentiestrijd met Le Vélo) een sensationeel plan aan: een wielerwedstrijd door heel Frankrijk, die een hele maand zou duren. Die zomer was de eerste Ronde van Frankrijk een feit.
Henri Desgrange leidde de Société du Tour de France tot 1939, toen hij werd opgevolgd door Jacques Goddet. Naast zijn werk voor de Tour, zette hij zich ook in voor de ontwikkeling van de wegsport voor amateurs.

## Nagedachtenis
Op de Col du Galibier is een monument geplaatst te zijner nagedachtenis. Als de Tour de Galibier aandoet wordt traditioneel een krans bij het monument gelegd.
De Souvenir Henri Desgrange wordt jaarlijks toegekend aan de renner die als eerste de hoogste top van de Tour passeert.
- Bibliothèque nationale de France: cb129985005 (data)
- Gemeinsame Normdatei: 126191867
- International Standard Name Identifier: 0000 0000 4169 656X
- Library of Congress Control Number: n2007005860
- Base Léonore: 19800035/460/61581
- Système universitaire de documentation: 069046891
- Virtual International Authority File: 59217427
- WorldCat: E39PBJxxgHykjXDMG6cKQ7vvHC